# 1903-ban alapított labdarúgóklubok listája
Ez a lista az 1903-ban alapított labdarúgóklubokat tartalmazza.
- 1. FC Saarbrücken
- Aberdeen FC
- Altrincham FC
- Atlético Madrid
- Bassano Virtus 55 ST
- Beşiktaş JK
- Boavista FC
- Bradford City AFC
- Carlisle United FC
- Club Guaraní
- Club de Deportes Santiago Morning
- Czarni Lwów
- Dundalk FC
- FC Lorient
- Grêmio Foot-Ball Porto Alegrense
- Hellas Verona FC
- Heracles Almelo
- NK Zagreb
- Newell’s Old Boys
- Racing Club de Avellaneda
- SpVgg Greuther Fürth
- Tuna Luso Brasileira
- US Cremonese
- VVV-Venlo